# 人掃令
人掃令（假名：ひとばらいれい），係日本安土桃山時代的一項由時任關白的豐臣秀次於1592年（文祿元年）頒佈的法令。
該法令要求日本進行一次全國性的人口調查，並將調查結果總結爲一份包含每個村莊的人口數，以及各個居民的性別、大致年齡、職業的文件。該法令的目的被認爲是估計日本的軍事動員能力，以及能被動員到朝鮮的戰事中的勞工數量。人掃令中的部分條文和於1591年頒佈的身分統制令相同，它（人掃令）同樣對兵農分離的進程做出了貢獻。因此，人掃令被認爲是豐臣秀吉意圖侵略亞洲並強化社會階級結構的兩項政策中的一部分。
儘管日本的歷史文獻《吉川家文書》中認爲這項法令頒佈於1591年，但近代的研究多對這種說法表示質疑，大部分的學者也認爲人掃令應頒佈於1592年。